# 瓊·考琳絲

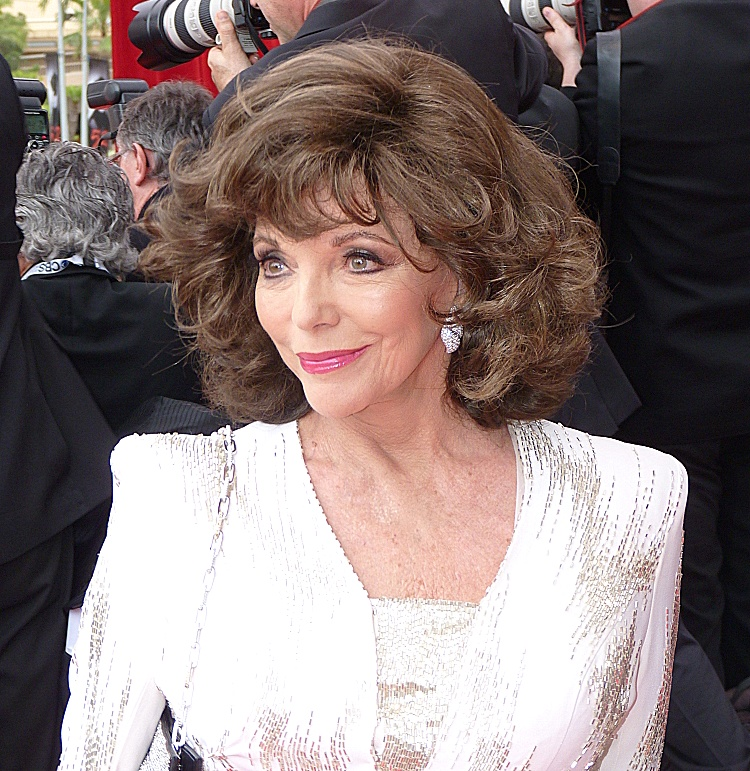
瓊·考琳絲

瓊·考琳絲女爵士，DBE（英語：Dame Joan Collins，1933年5月23日—），英國著名電影、電視劇演員，兼職作家，曾在1980年代主演美國電視劇《朝代》而走紅。
瓊·考琳絲出生於西倫敦的帕丁頓，隨後在麥達維爾長大，成長期恰逢第二次世界大戰。瓊·考琳絲的父親是猶太人。在她9歲首度登台演出舞台劇《玩偶之家》之後，進入倫敦的皇家戲劇藝術學院接受正式演員訓練。在戲劇學校待了18個月之後，她與蘭克影片公司簽了一份專屬合約，便開始在許多英國電影中演出。
考琳絲在22歲時前往好來塢發展，在幾部電影中扮演撩人的角色。1960年代她往返於美國、英國之間拍片；1970年代陷入低潮，當時她拍了一些恐怖片。1970年代末期，她主演了2部以她妹妹賈姬·考琳絲的暢銷小說改編拍攝的電影。
1980年代起，她開始參與舞台劇的演出。1982年，她以電視劇《朝代》而獲得金球獎最佳女演員。1983年，她獲得好萊塢星光大道上的一個星形獎章。